# Ацилсилани

Будова типового ацилсилану.

Ацилсилани — клас органічних сполук, що містять функціональну групу R(CO)-SiR3.

## Фізичні властивості
Індуктивний вплив Силіцію на карбонільну групу призводить до зниження енергії зв'язку C=O.  Це підтверджується ІЧ-спектроскопією. Наприклад, частота вібрацій карбонільної групи в ІЧ-діапазоні для бензоіл(триметил)метану (феніл-(трет)бутилкетону) 1675 см-1, а його кремнієвого аналога, бензоіл(триметил)силану, - 1618 см-1.  Зниження частоти вібрації можна спрощенно пояснити у термінах класичної механіки за допомогою аналогії із законом Гука. Заміщення Карбону на менш електронегативний Силікон в α-положенні до карбонілу призводить до зміщення електронної густини в сторону Карбону карбонілу. Таким чином частковий позитивний заряд на останньому зменшується, що послаблює взаємодію з частково електронегативним Оксигеном. Послаблення взаємодії між частковими зарядами подібне до зниження коефіцієнту жорсткості пружини, що, як відомо з класичної механіки, приводить до зниження частоти вібрації гармонічного осціллятора.